# 山野之義
山野 之義（やまの ゆきよし、1962年〈昭和37年〉3月30日 - ）は、日本の政治家、自由民主党金沢支部最高顧問、金沢大学客員教授。金沢市長（3期）、金沢市議会議員（4期）を歴任した。

## 来歴
石川県金沢市生まれ。金沢市立中央小学校、金沢市立野田中学校卒業。1980年3月、石川県立金沢泉丘高等学校卒業。1987年3月、慶應義塾大学文学部仏文科を卒業。1990年4月、ソフトバンクに入社。1994年8月31日、ソフトバンクを退社。
1995年4月の金沢市議会議員選挙に立候補し初当選。以後連続4選。市議時代は自民党に所属した。

### 金沢市長に初当選
2010年11月9日に市議を辞職。自民党を離党した上で自民党金沢支部・日本創新党の推薦を受けて金沢市長選挙に立候補。民主党県連・社民党県連・国民新党の推薦と公明党金沢総支部の支持を受けた現職の山出保を1364票差の僅差で破り、初当選した。
なお市長選の当時はまだネット選挙が解禁されていなかったが、金沢市選挙管理委員会によると、山野陣営のネット戦略担当者と山野の秘書が告示後にTwitterを利用して山野への投票を呼び掛ける運動を行っていた。市選管は公職選挙法に抵触するおそれがあるとして山野陣営に書き込みの削除などを求めたが、その後も投稿が続いたため石川県警に相談。県警は「ネット選挙解禁の方向で議論が進んでいることもあり判断が難しい」として対応を見送った。
12月10日に初登庁し、同日行われた引き継ぎでは前職の山出から「思い切ってやってください」と激励を受け、握手を交わした。市長としての初登庁について問われた山野は「身が引き締まる思い」との感想を述べた。

### 2014年の出直し市長選挙
2014年6月17日に、同年11月頃に執行される予定の金沢市長選挙への再選立候補を表明。ところがその後、競輪場外車券売場の金沢市内への設置計画に関して、設置を企図していたビル管理者のXに対して山野が経済産業省の許可後に設置に協力する旨の念書を与えた上で、2010年の市長選においてXの支援を受けていたことが発覚。公職選挙法が禁じる利害誘導を行った疑いがあるとして批判が高まった。また場外車券売場の設置が頓挫した後の2012年6月、Xに対して代替案として市のリサイクル関連施設の入居を提案し、同席していた自民党の高岩勝人市議から賃料月200万円の提示があったことも併せて判明し、特定業者の利益を図ろうとした疑いがあるとしてこちらにも批判が寄せられた。
自民・民主系など市議会の主要4会派が百条委員会の設置も辞さないとの構えを見せて進退を迫る中、8月18日に山野は記者会見を行い、「今回の問題に関して市民や議会に心配をかけたことに対してお詫びし、自らの政治的・道義的責任を取りたい」として任期途中で市長を辞職することを表明した。また自らの任期途中辞職に伴って執行される「出直し選挙」への立候補について、この時点では「考えが及ばない」として明言を避けていた。同日、市議会は全会一致で山野の辞職を承認した。
9月1日、金沢市内の大学生らが山野の自宅を訪問し、出直し選挙への出馬を求める135人分の署名を手渡した。同月3日、山野は記者会見を開いて出直し選挙への立候補を正式に表明。立候補の理由として「選挙で市民の審判を仰ぐべきという声が多かった」ことを挙げた。また山野が再選した場合、本来の任期である同年12月9日までに再度市長選が行われることになるが、山野は「そのことも含め審判を仰ぐ」と述べた。
一方、同月9日付でリサイクル施設入居提案に関する背任未遂容疑での告発が石川県警に受理された。なお場外車券売場設置問題とリサイクル施設入居提案問題に関して郷原信郎弁護士と金沢大学法務研究科の佐藤美樹教授は、いずれも山野の道義的・倫理的責任はあるとしつつも、前者は公選法違反の公訴時効が成立していること、後者は背任未遂の要件を満たさないことを理由として刑事責任は問えないとの見解を示している。
同年9月28日、自身の辞職に伴う金沢市長選挙に再び立候補。政党の推薦は受けなかったものの、山野を支持する一部の自民党市議や自民党県議から支援を受けた。10月5日、自民党・公明党推薦新人、民主党・社民党推薦新人、共産党推薦新人3候補を大差で破り再選された。
辞職した当人が出直し選挙において再選されたため、2期目の任期は公職選挙法の規定により1期目の残り期間が満了する2014年12月9日までとなり、2014年11月23日に再び市長選挙が告示された。この市長選挙には山野以外に立候補の届け出がなく、無投票で3選となった。金沢市長選の無投票は公選制となった1947年以降2回目のことであった。
2018年11月の市長選に自民党・公明党・国民民主党の推薦を受けて立候補し、共産党推薦の新人を破り4選。投票率は24.92％で、過去最低を記録した。
2022年1月13日、会見で同年3月に行われる石川県知事選挙への立候補を表明した。24日、市議会議長に2月16日付の退職届を提出した。2月16日、市長を退任した（同市長職務代理者は相川一郎副市長）。
3月13日の投開票の結果、元衆議院議員の馳浩に約8,000票差で敗れ次点で落選した。同年10月1日付でソフトバンクの戦略顧問に就任し、行政や大学のデジタル化を支援する業務を担当する。
9月1日付で金沢大学客員教授に就任した。

## 市政・活動
育鵬社の教科書を採用
2015年5月25日に開かれた金沢市総合教育会議で、山野は教科書採択の方針などについて言及。「学習指導要領が改訂されたときに『神話を大切に』ということがあった。思わず私は膝を打った。国の成り立ちである神話をできるだけ子どもたちに分かりやすく伝えることが大切な方針ではないか」「私は偉人教育にずっとこだわってきた。人物に分かりやすく焦点が当たっているものを方針として考えてもいいかと思う」「日本語が最も美しいといわれているのは、五七調の言葉である。以前、議会の質問で、憲法について質問を受けた。やはり憲法を考える際、美しい日本語ということについても議論をしていってほしい」と述べた。この発言が教科書採択への示唆を与えたとの指摘が地元の教育関係者から挙がる。山本由起子市議は市議会本会議で山野に対し、「首長としての政治的中立性の則（のり）を超えたとの認識はないか」と質問した。
同年9月1日、金沢市教育委員会は、市立中学校24校で翌年から4年間使う歴史の教科書に育鵬社版を採択したと発表した。採択の会議では最終的に育鵬社と帝国書院の2社が残り、4対3で前者が決まった。
2020年夏、他社版に切り替える動きが全国で相次ぐも、金沢市教委は同年9月1日、市立中学校で翌年から4年間使う歴史の教科書について、育鵬社版を引き続き採択したと発表した。
その他
- 2018年11月28日、バチカンパウロ6世記念ホールでローマ教皇フランシスコと謁見し、教皇を金沢市に招請した[32]。全国では、ローマ教皇と謁見した6人目の首長となった[32]。
- 同年4月28日、新型コロナウイルス対策の財源に充てるため、自身の5月から2021年3月までの月額給与を20％減額する条例案を市議会臨時会に提出した。副市長については10％減額する[33]。同日、同条例案は全会一致で可決された[34]。
- 同年12月、LGBTなど性的少数者のカップルが婚姻に相当する関係にあると認める「パートナーシップ宣誓制度」を2021年度中に導入すると発表[35]。同制度は7月1日に開始された[36]。

## 不祥事
- 2020年3月25日、山野を支援する「山野ゆきよし金沢市校下後援会連合会」が政治団体の届け出をせずに市内の町会組織の会費を徴収していたとして、石川県警は同連合会の当時の幹部らを政治資金規正法違反容疑で書類送検した[37]。